# Swift J1745-26
Swift J1745-26 är ett svart hål med stjärnmassa som ligger några grader från mitten av Vintergatans centrum i stjärnbilden Skytten. Den upptäcktes av NASA:s Swiftteleskop den 16 september 2012 på grund av upptäckten av en röntgennova. Mönstret av röntgenstrålar från novan tydde på att det centrala objektet är ett svart hål. Dess namn kommer från koordinaterna för dess himmelposition. Medan astronomer inte vet dess exakta avstånd, tror de att objektet befinner sig cirka 20 000 till 30 000 ljusår bort i galaxens inre region. Markbaserade observatorier har noterat infraröd och radiostrålning från Swift J1745-26, men tjocka moln av skymmande stoft har hindrat astronomer från att avbilda Swift J1745-26 i synligt ljus.
Swift J1745-26 måste ingå i ett binärt system för lågmassaröntgen (LMXB), som inkluderar en normal, solliknande stjärna.